# Carl Walz
Carl Erwin Walz (Cleveland, 6 september 1955) is een voormalig Amerikaans ruimtevaarder. Walz zijn eerste ruimtevlucht was STS-51 met de spaceshuttle Discovery en vond plaats op 12 september 1993. Tijdens de missie werd de Advanced Communications Technology satelliet (ACTS) in een baan rond de aarde gebracht. 
Walz maakte deel uit van NASA Astronaut Group 13. Deze groep van 23 astronauten begon hun training in januari 1990 en werden in juli 1991 astronaut. In totaal heeft Walz vier ruimtevluchten op zijn naam staan, waaronder een missie naar het Internationaal ruimtestation ISS en een missie naar het Russische ruimtestation Mir. In totaal maakte Walz drie ruimtewandelingen. In 2008 verliet hij NASA en ging hij als astronaut met pensioen. 